# جون إم. لايلي
جون إم. لايلي هو مهندس معماري كندي، ولد في 1872 في Kells and Connor ‏ في المملكة المتحدة، وتوفي في 1945 في تورونتو في كندا.

## معرض صور

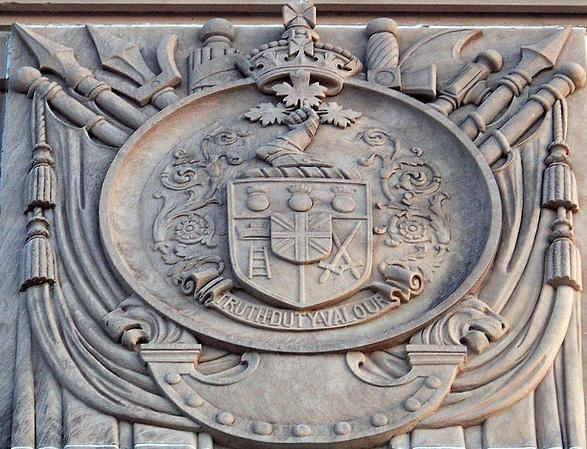
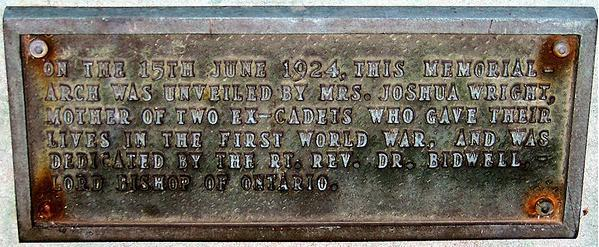
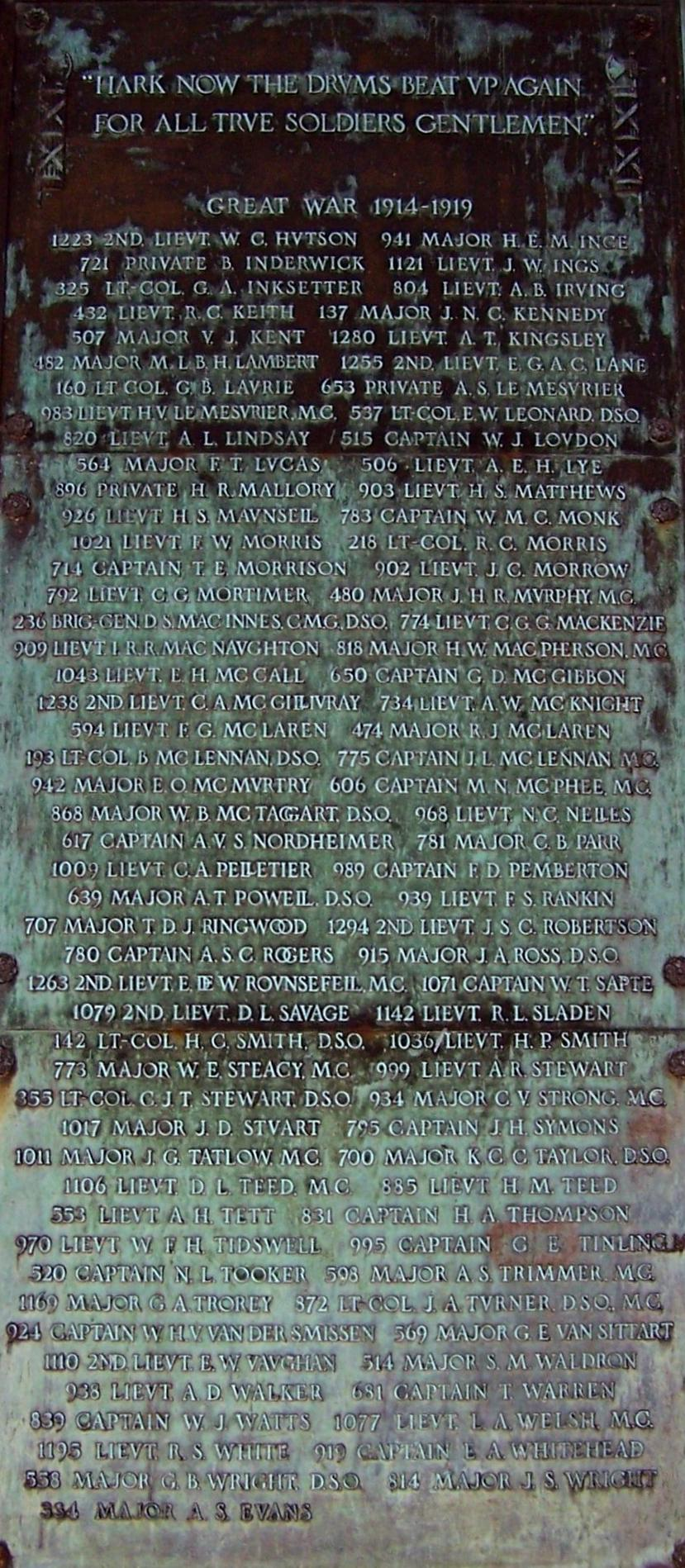
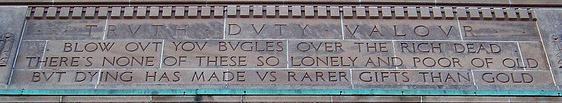
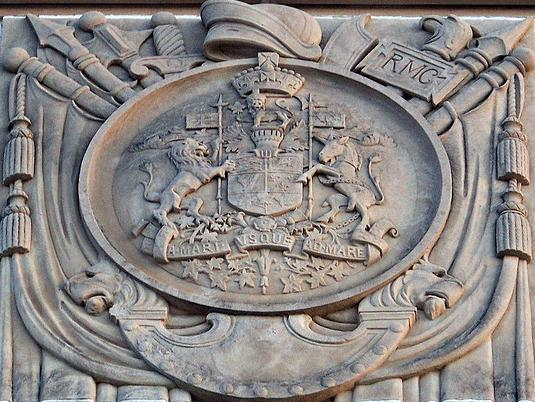